# 西蒙娜·汉金
西蒙娜·汉金（英語：Simone Hankin，1973年2月28日—），澳大利亚前女子水球运动员。她曾代表澳大利亚国家队参加2000年夏季奥林匹克运动会水球比赛，获得一枚金牌。